# Liste der finnischen Botschafter in Pakistan
Die Liste der finnischen Botschafter in Pakistan nennt die seit Aufnahme der diplomatischen Beziehungen am 12. Januar 1951 in Pakistan akkreditierten Botschafter von Finnland, ihre Amtszeit, den entsendenden finnischen Regierungschef sowie den pakistanischen Premierminister zu Beginn der Akkreditierung.
| Ernennung Akkreditierung | Name             | Bemerkungen                      | ernannt von          | akkreditiert während der Regierung von | Posten verlassen |
| ------------------------ | ---------------- | -------------------------------- | -------------------- | -------------------------------------- | ---------------- |
| 1951                     | Asko Ivalo       | Sitz Ankara                      | Juho Kusti Paasikivi | Khawaja Nazimuddin                     | 1954             |
| 1954                     | Bruno Kivikoski  | Sitz Ankara                      | Juho Kusti Paasikivi | Malik Feroz Khan Noon                  | 1959             |
| 1959                     | Aaro Pakaslahti  | Sitz Ankara, ab 1962 Botschafter | Urho Kekkonen        | Muhammed Ayub Khan                     | 1966             |
| 1966                     | Hans Martola     | Sitz Ankara                      | Urho Kekkonen        | Muhammed Ayub Khan                     | 1967             |
| 1968                     | Åke Frey         | Sitz Ankara                      | Urho Kekkonen        | Muhammed Ayub Khan                     | 1974             |
| 1975                     | Kurt Uggeldahl   | Sitz Teheran                     | Urho Kekkonen        | Fazal Ilahi Chaudhry                   | 1979             |
| 1980                     | Unto Tanskanen   | Sitz Teheran                     | Urho Kekkonen        | Mohammed Zia-ul-Haq                    | 1983             |
| 1983                     | Timo Jalkanen    | Sitz Teheran                     | Mauno Koivisto       | Mohammed Zia-ul-Haq                    | 1987             |
| 1987                     | Tapani Brotherus | Sitz Teheran                     | Mauno Koivisto       | Mohammed Zia-ul-Haq                    | 1991             |
| 1991                     | Eero Saarikoski  | Sitz Teheran                     | Mauno Koivisto       | Ghulam Ishaq Khan                      | 1996             |
| 1997                     | Antti Koistinen  | Sitz Teheran                     | Martti Ahtisaari     | Wasim Sajjad                           | 2001             |
| 2002                     | Tarja Laitiainen | Sitz Helsinki                    | Tarja Halonen        | Pervez Musharraf                       | 2005             |
| 2006                     | Irmeli Mustonen  | Sitz Islamabad                   | Tarja Halonen        | Pervez Musharraf                       | 2008             |
| 2008                     | Osmo Lipponen    | Sitz Islamabad                   | Tarja Halonen        | Asif Ali Zardari                       |                  |